# Verkehrshafen
El Verkehrshafen és un canal i una dàrsena al port d'Harburg a l'estat federal alemany d'Hamburg que connecta el Lotsekanal, el Westlicher i Östlicher Bahnhofskanal i l'Überwinterungshafen. El canal va construir-se de 1894 a 1895, junt amb el Ziegelwiesenkanal i l'Port de la fusta, a la primera fase d'eixample del port d'Harburg. Va aprofitar-se del fossats de la ciutadella del castell d'Harburg, construït segons el Mètode Vauban i desafectat el 1815, el que explica la seva forma estrambòtica.
Des del 1960, tot el port d'Harbug a poc a poc va perdre el seu paper pel transport de mercaderies. El senat d'Hamburg va treure la zona del canal de la zona portuària i transformar-la en zona mixta habitatge i de serveis. Al marc de la reurbanització de la zona, es parla entre altres d'equipar el canal d'un vaixell de banys permanent que incorporaria un Beach Club.

## Connexions
- Lotsekanal
- Östlicher Bahnhofskanal
- Westlicher Bahnhofskanal
- Schiffsgraben
- Überwinterungshafen

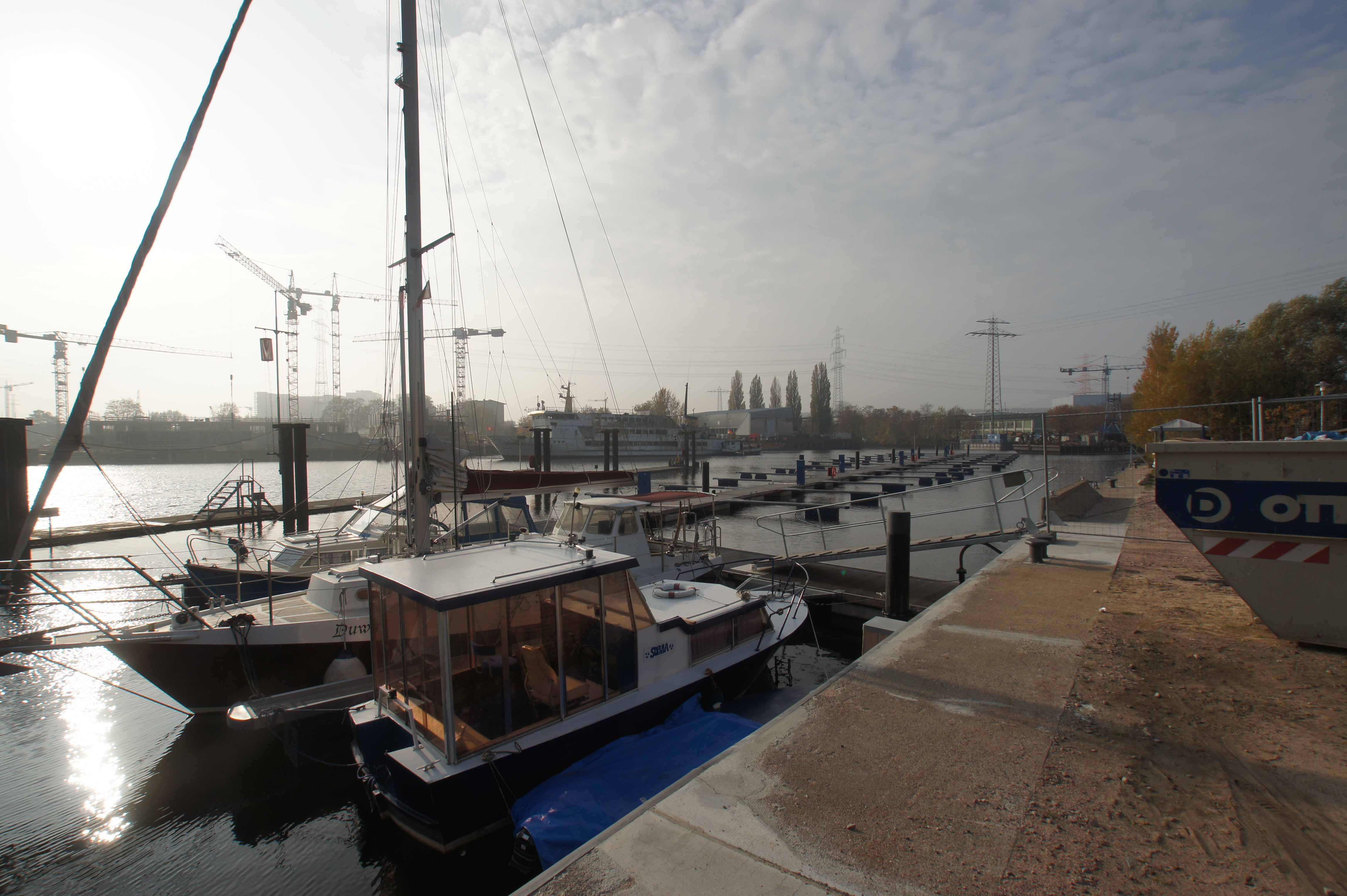
El Verkehrshafen (esquerra) i l'Überwinterungshafen (dreta)
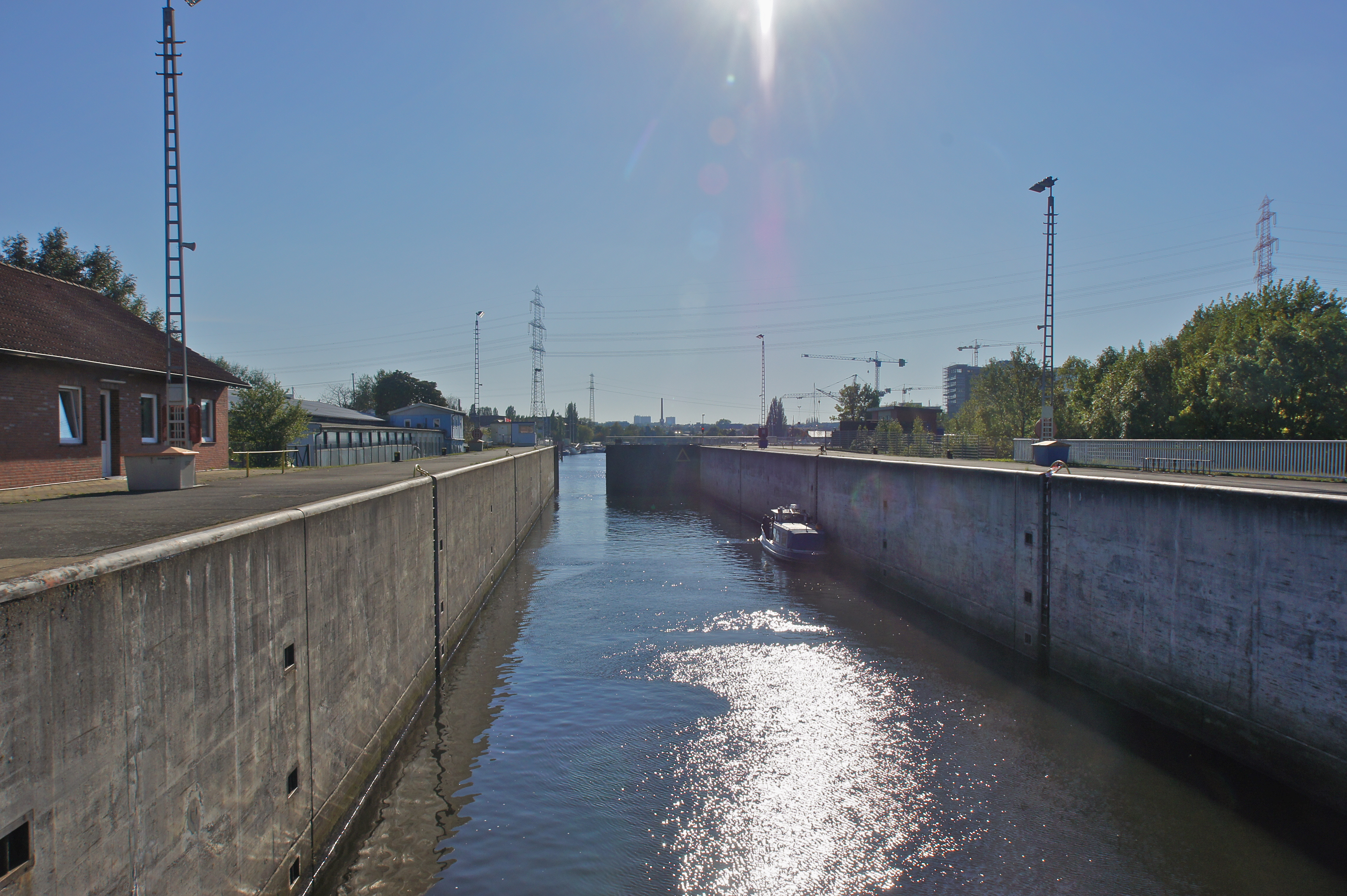
La resclosa de l'Elba en direcció del Verkehrshafen (sud)
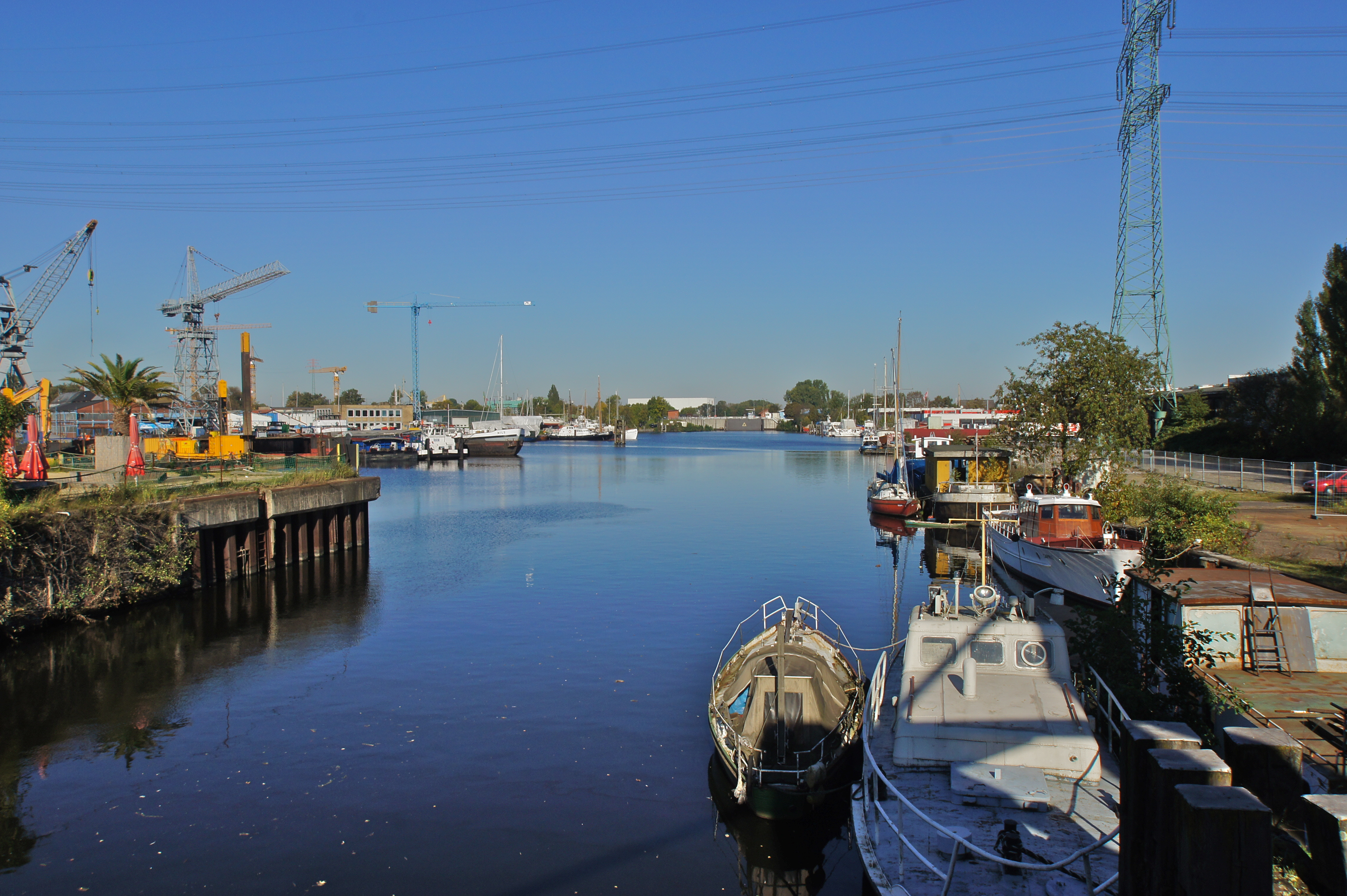
El canal des de l'Östlicher Bahnhofsgraben
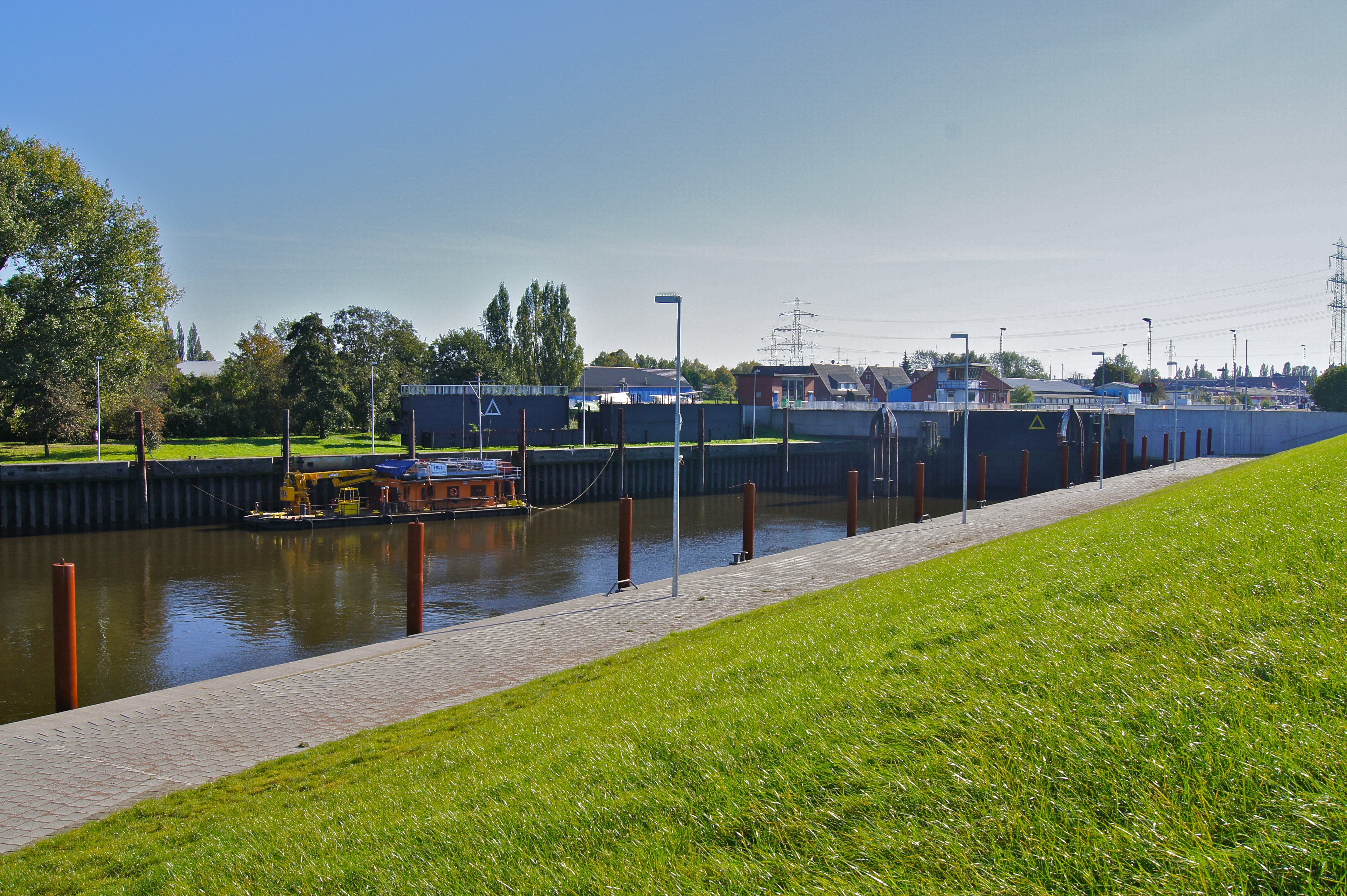
El canal i la resclosa vist des de l'Elba en direcció sud